# Флаг Калининграда
Флаг Калинингра́да является официальным символом муниципального образования (городской округ) «Город Калининград» Калининградской области Российской Федерации и служит знаком единства его населения.
Флаг муниципального образования «Город Калининград» составлен на основании герба города Калининграда, в соответствии с традициями и правилами геральдики и отражает исторические, культурные, социально-экономические, национальные и иные местные традиции.

## История
Первым полуофициальным символом Калининграда стали бетонные паруса, которые в начале 1970-х поставили на Советском проспекте как въездной знак.

## Описание

### Редакция 1996 года
«Флаг города представляет собой полотнище „лазурного“ цвета. В центре изображён основной элемент герба города — „серебряный парусник на янтарной волне“. Отношение длины полотнища к его ширине равно 3:2. Ширина парусника — 2/5 длины полотнища».
Парусник символизирует связь анклавной территории Калининграда с остальной территорией России. Парусник изображён под Андреевским флагом, что означает покровительство России.
В середине парусника помещается исторический герб города: щит пересечён серебром и червленью; в верхнем поле червлёная корона богемского короля Пржемысла Оттокара II, основателя Кёнигсберга, в нижнем — серебряный лапчатый крест. Щит исторического герба окружён зелёно-чёрной лентой медали «За взятие Кенигсберга».
Янтарное ожерелье из 12 бусин в нижней части флага символизирует 12 основных направлений человеческой деятельности жителей края.
Решениями городского совета депутатов Калининграда от 28 апреля 1999 года № 172 «Об официальных символах органов городского самоуправления» и от 6 октября 1999 года № 298 «О внесении изменений и дополнений в решение № 172 от 28.04.1999 г.» были утверждены герб и флаг Калининграда и Положение о нём. Герб, утверждённый в 1996 году, претерпел некоторые изменения — щит Альтштадта поменял испанскую форму щита на немецкую, несколько видоизменились кораблик и трилистник, венчающий ленту медали «За взятие Кёнигсберга».

### Редакция 2002 года
«Гербовый флаг представляет собой прямоугольное полотнище лазоревого (насыщенного сине-голубого) цвета с соотношением ширины к длине 2:3, с двухсторонним изображением в центре флага полноцветного графического изображения (рисунка) — основных элементов герба города Калининграда: белого парусника развёрнутого носовой частью к древку, сердцевого фигурного щитка обрамленного чёрно-зелёной лентой медали „За взятие Кенигсберга“ с зелёным трилистником, с 12-ю безантами золотистого (насыщенного жёлто-оранжевого) цвета, белым вымпелом о двух косицах с косым синим Андреевским крестом. Габаритная ширина изображения основного элемента герба на флаге города Калининграда составляет 1/3 часть длины полотнища флага (расстояние между кормой и носовой частью судна), условная точка пересечения диагонали полотнища флага совмещается с центром трилистника».

### Редакция 2006 года
«Прямоугольное полотнище насыщенного сине-голубого цвета с отношением ширины к длине 2:3. В центре полотнища — фигуры герба города Калининграда: плывущий к древку по волне, составленной из 12 шаров жёлтого цвета (диаметр которых увеличивается от краёв к центру), одномачтовый корабль белого цвета с распущенным парусом и развевающимся флюгером, в крыже которого — диагональный крест синего цвета; ниже паруса на мачту наложен фигурный щит со старинным гербом Альтштадта (в верхней белой части красная корона, в нижней красной части — белый крест), окружённый овальным венком из ленты, состоящей из 4 зелёных и 3 чёрных полос, и увенчанный вверху трилистником зелёного цвета. Габаритная ширина корабля составляет 1/3 длины полотнища».